# Milton Bluehouse, Sr.
Milton Bluehouse Sr. fou el quart president de la Nació Navajo en el govern tribal de la post-reestructuració. Pertanyia als clans Ashiihi, Todich'iinii, Honaghanii i Kiiyaa'aanii, i estudià al Wingate High School a Fort Wingate, Nou Mèxic. Va exercir com a vicepresident de la Nació Navajo durant el mandat del seu predecessor Thomas Atcitty. Va assumir la presidència efectiva amb certa controvèrsia que involucrava al seu dret a ser president. Com que havia estat nomenat l'any anterior vicepresident, la llei va declarar que no era elegible per ser president. Es va canviar la llei per permetre que assumís la presidència.